# Gallotia galloti
El lagarto de Canarias occidental o lagarto tizón (Gallotia galloti) es una especie de la familia Lacertidae, endémica de las islas de Tenerife y La Palma.

## Descripción
Los machos son algo más grandes que las hembras y poseen una mancha azul en la cara (sobre todo en la subespecie del Norte de Tenerife: G. g. eisentrauti, pero no aparece esta mancha en los machos de la subespecie del Sur de la isla: G. g. galloti), que se intensifica en la época de celo. Las hembras y jóvenes tienen coloración más críptica, existiendo al menos dos patrones diferentes: uno con dos líneas de color marrón claro en el dorso y otro más moteado, sin líneas diferenciadas. Los machos llegan a alcanzar los 30 centímetros de largo. Iris de color amarillo intenso.
Se diferencian de otras especies de Gallotia, entre otras cosas, por el número de hileras longitudinales en la cara ventral del animal (12-14)
La longitud de la cabeza y el cuerpo alcanza 145 mm en machos y 133,2 mm en hembras. Su collar es liso con bandas oscuras. Garganta negra oscura en machos.

## Comportamiento

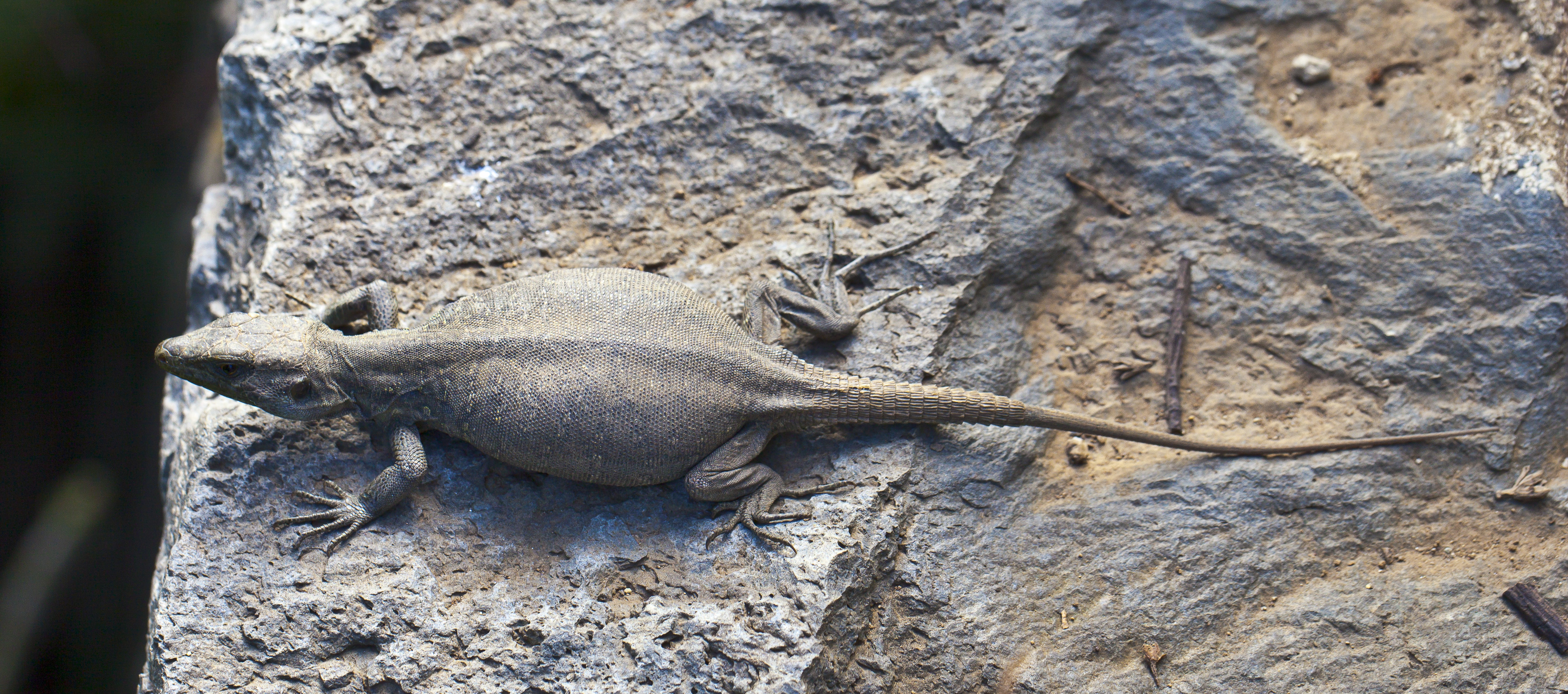
Hembra a punto de desovar.

Su alimentación se basa en plantas e insectos. La época reproductiva comienza en primavera (abril a junio), el embrión permanece dentro de la hembra un mes y, después de la puesta -en tierra- las crías tardan dos meses más en eclosionar, a finales de agosto- principios de septiembre, cuando se empiezan a poder detectar los jóvenes lagartos.

## Subespecies
Esta especie se divide en subespecies:
- Gallotia galloti galloti, propia del centro y sur de Tenerife.
- Gallotia galloti eisentrauti, en el norte de Tenerife.
- Gallotia galloti insulanagae, en el Roque de Fuera de Anaga, Tenerife.
- Gallotia galloti palmae, en La Palma.

## Hábitat
El lagarto tizón se encuentra en zonas pedregosas, especialmente en paredes de rocas. Se encuentra en muy diversos hábitats, desde las costas y el cardonal-tabaibal hasta la alta montaña, exceptuando el bosque de laurisilva. 

## Conservación y amenazas
Esta especie no se encuentra en peligro de extinción, pero es endémica de las islas y pertenece a un género endémico de Canarias. Algunas especies cercanas se han extinguido, como Gallotia goliath (el mayor lagarto gigante que ha existido en Canarias) y otras han estado cerca de la desaparición, como el lagarto gigante de El Hierro (Gallotia simonyi) críticamente amenazado. 
El lagarto tizón frecuenta los cultivos de vid, para alimentarse de las uvas, razón por la cual se les persigue. Los gatos y las ratas, introducidos por el hombre en Canarias, cazan los lagartos y merman su población.

## Galería

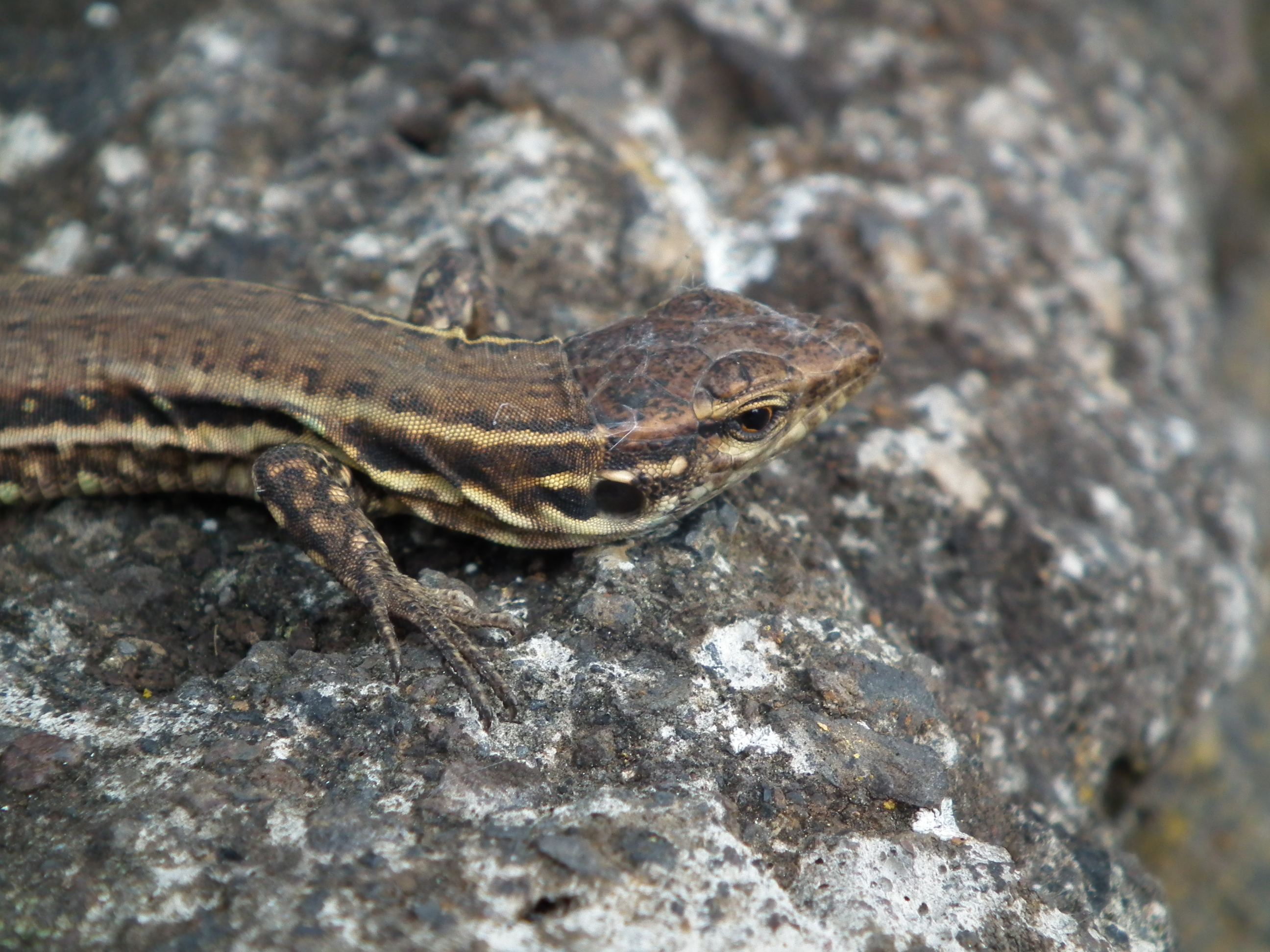
Joven hembra de G. galloti palmae.
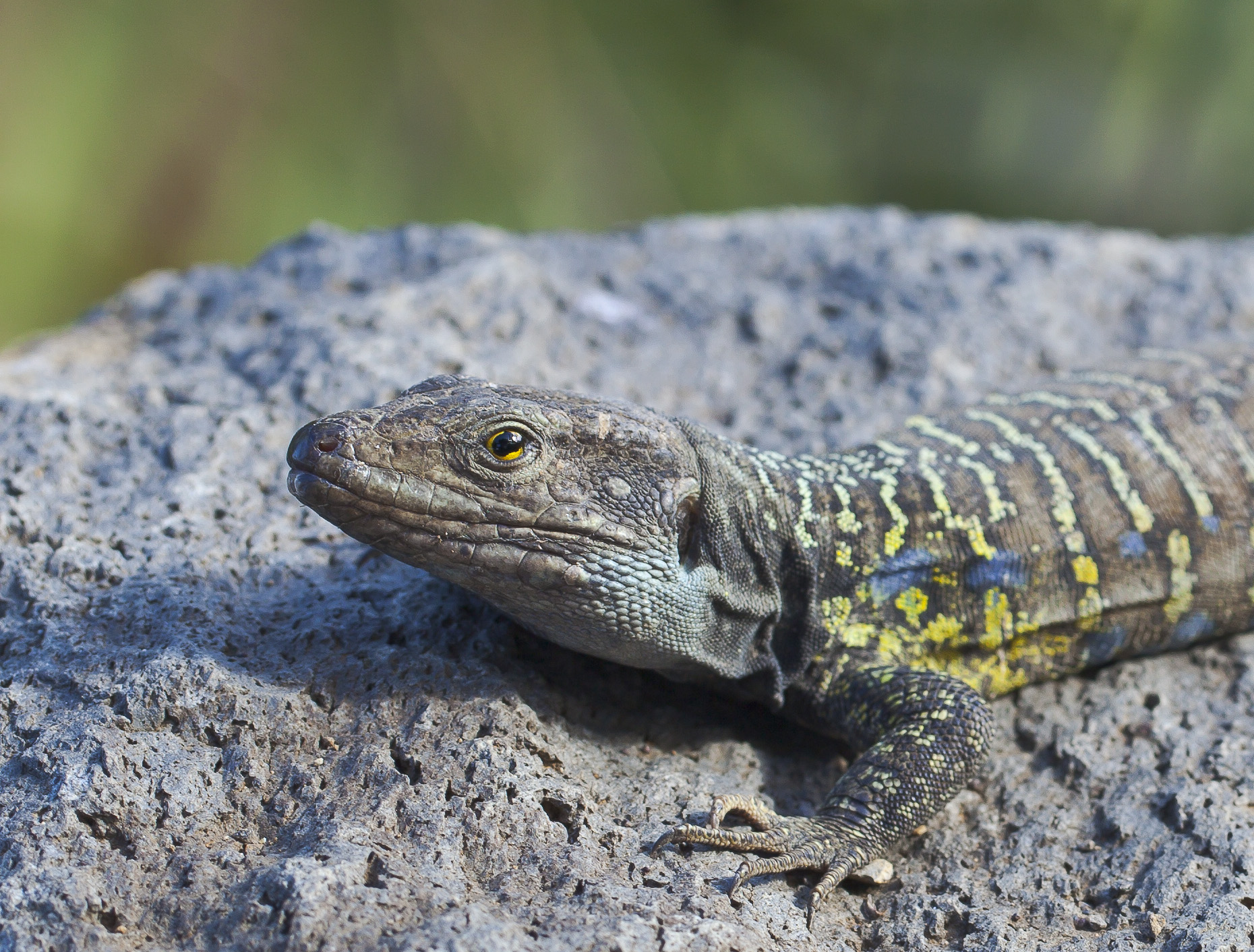
Detalle de la cabeza de un ejemplar de lagarto tizón.
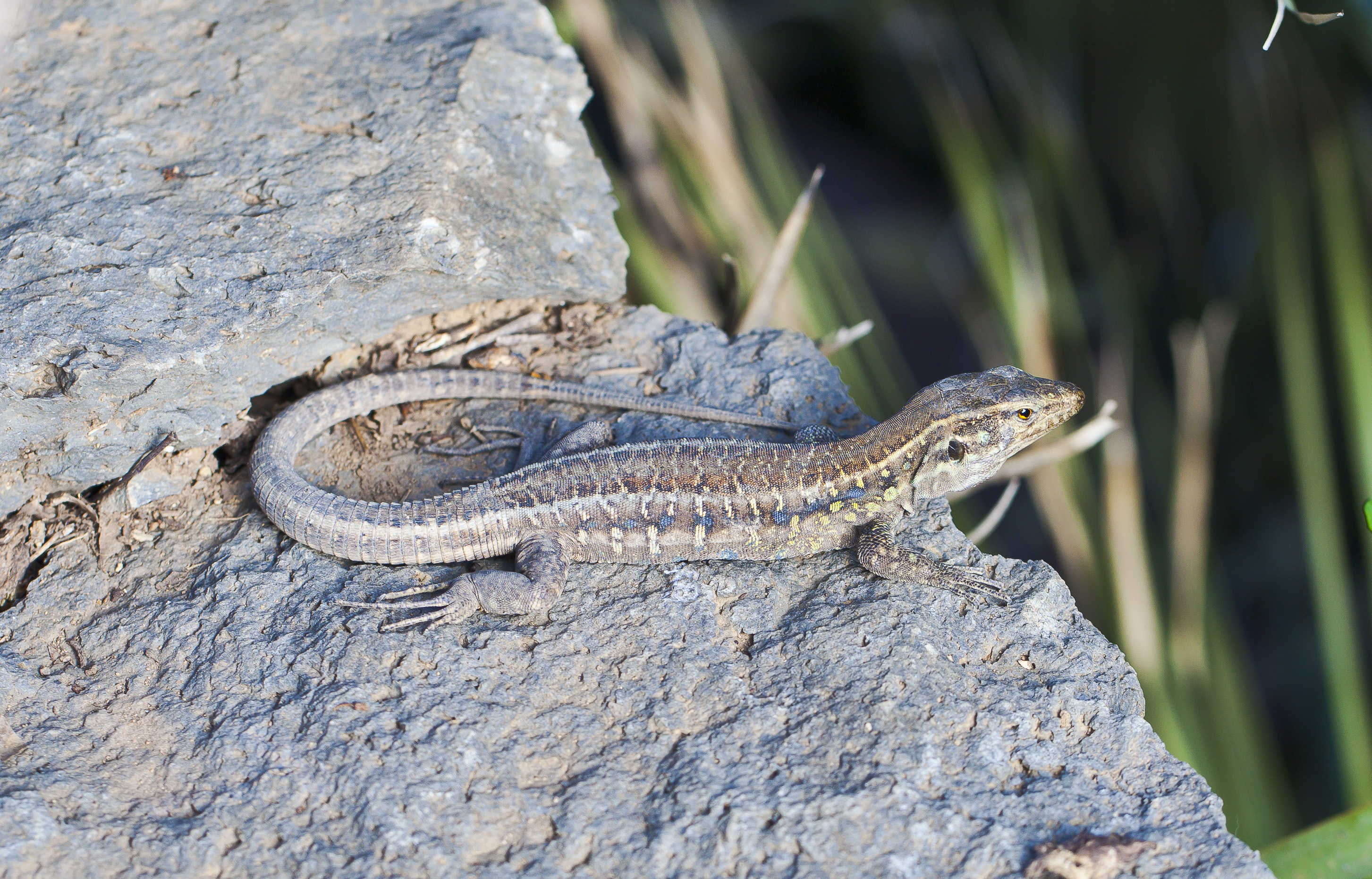
Vista superior.
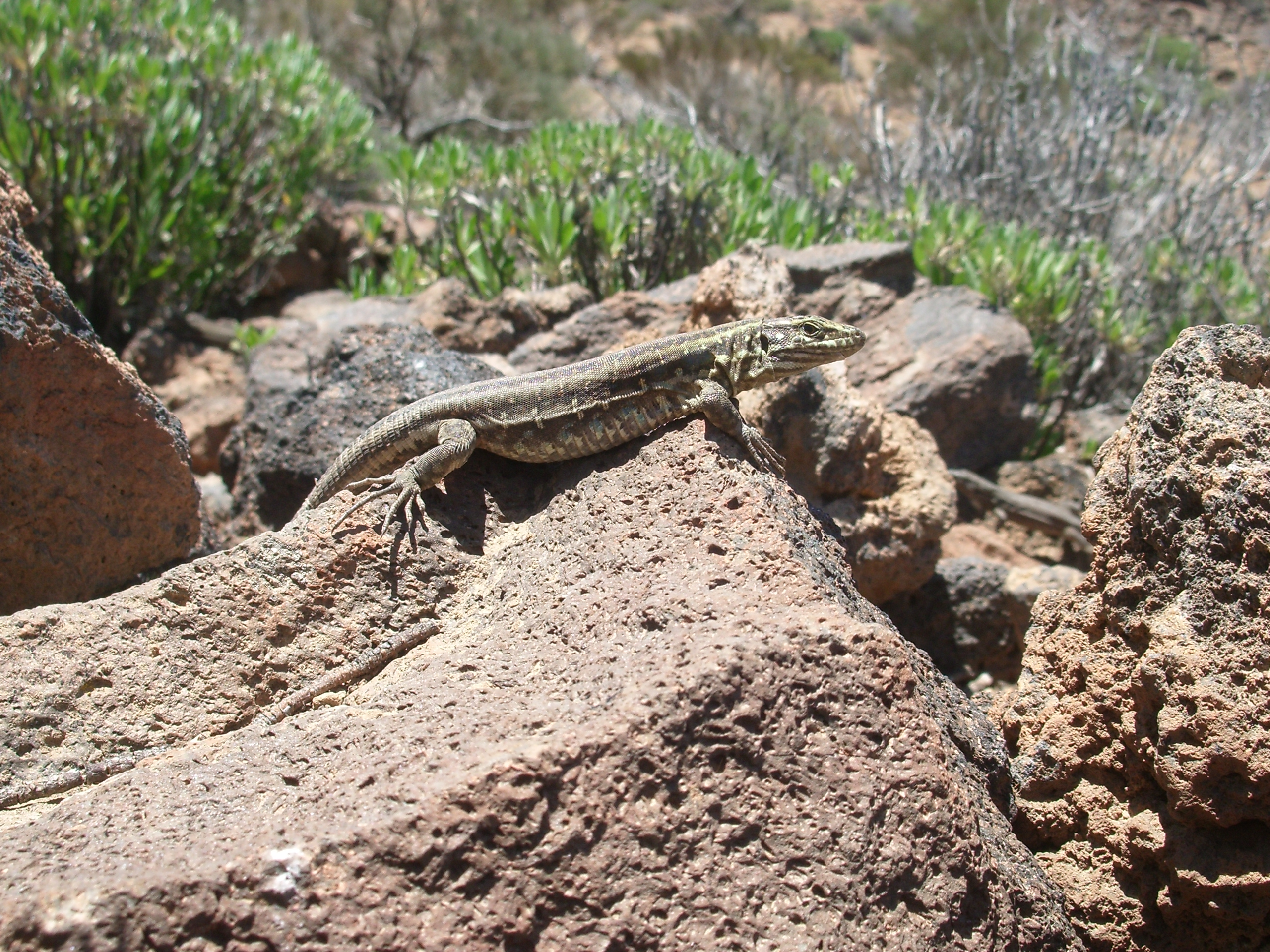
Hembra de Gallotia galloti.
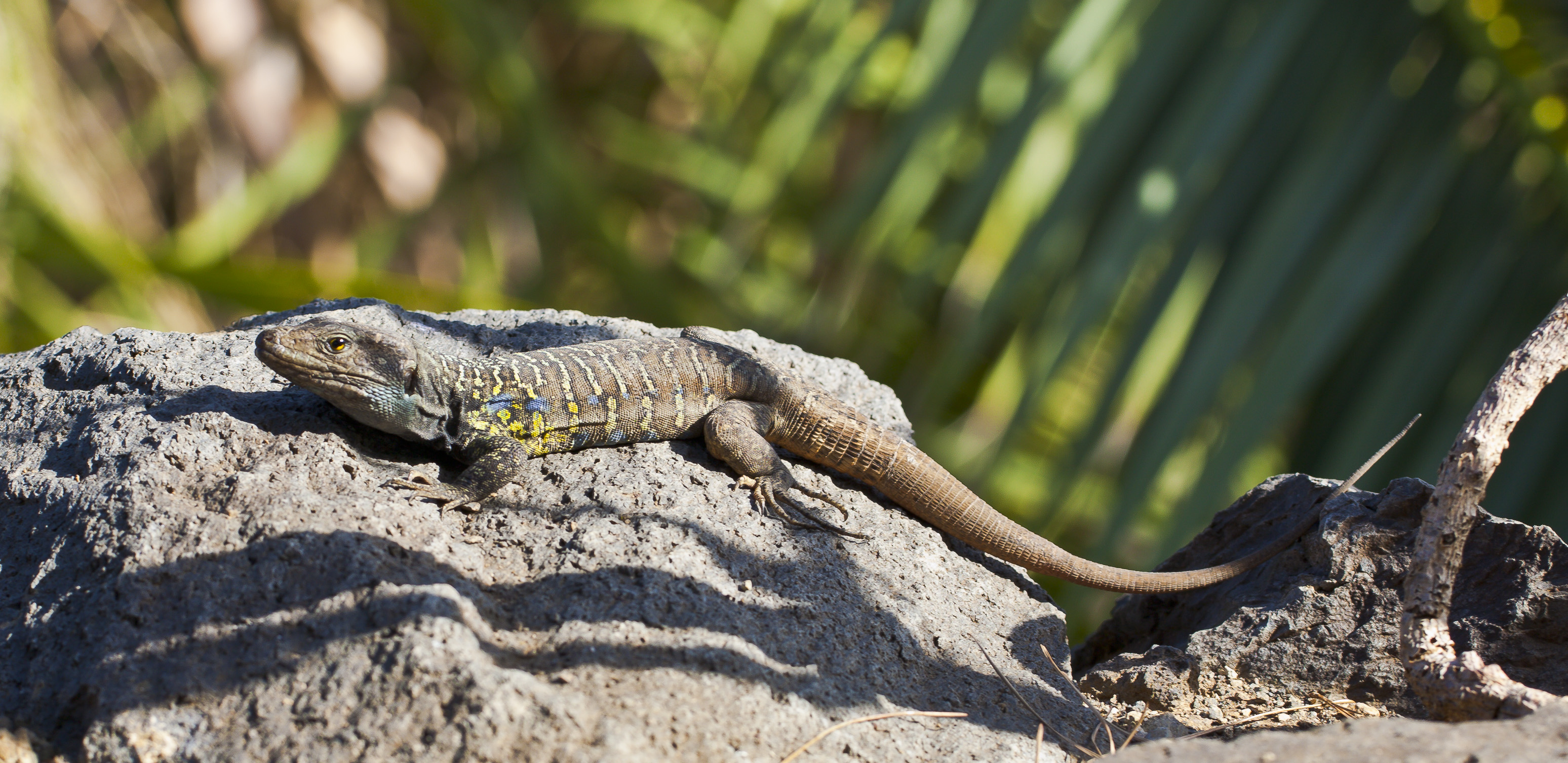
Macho adulto de G. galloti palmae.
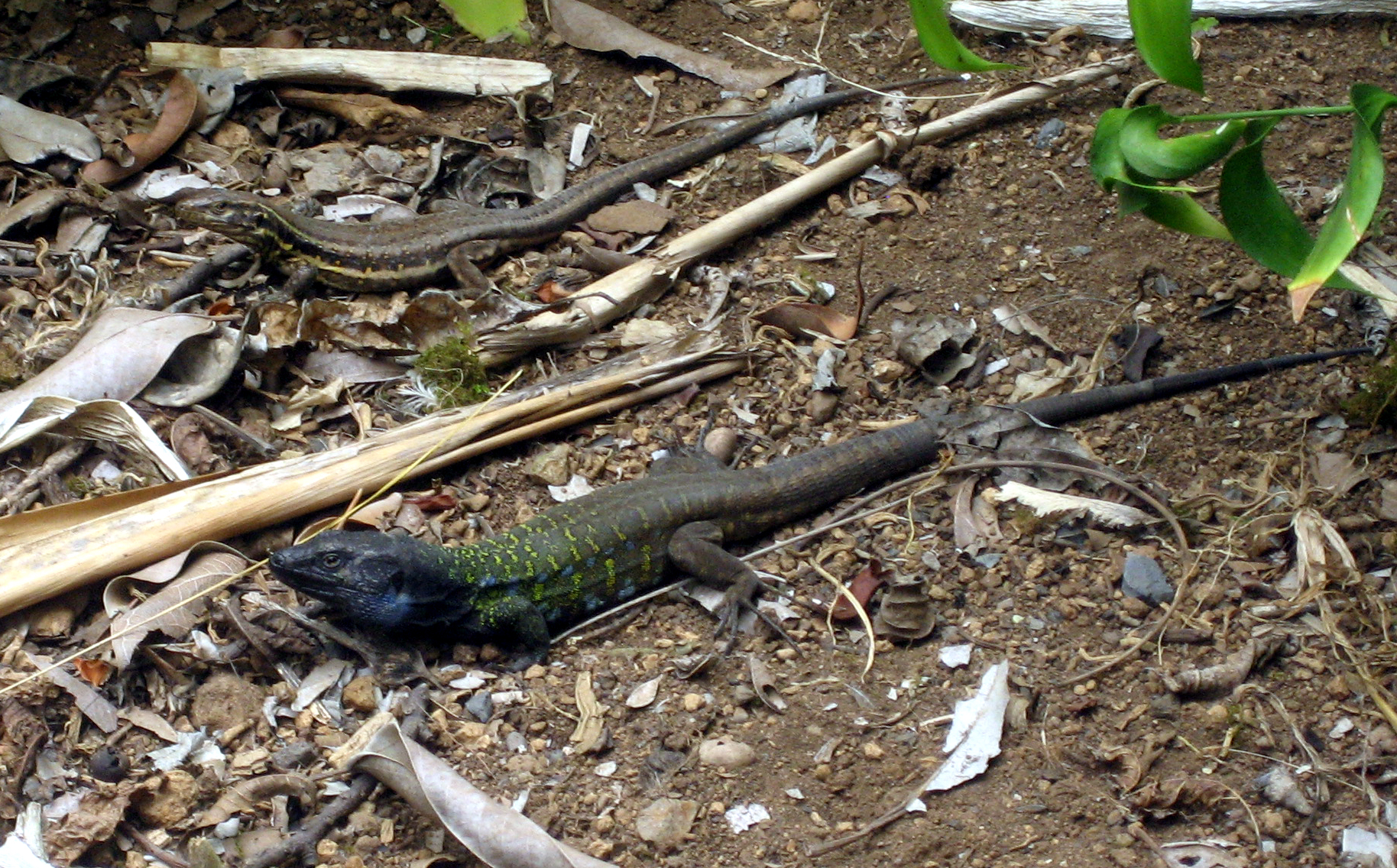
Pareja de G. galloti eisentrauti.
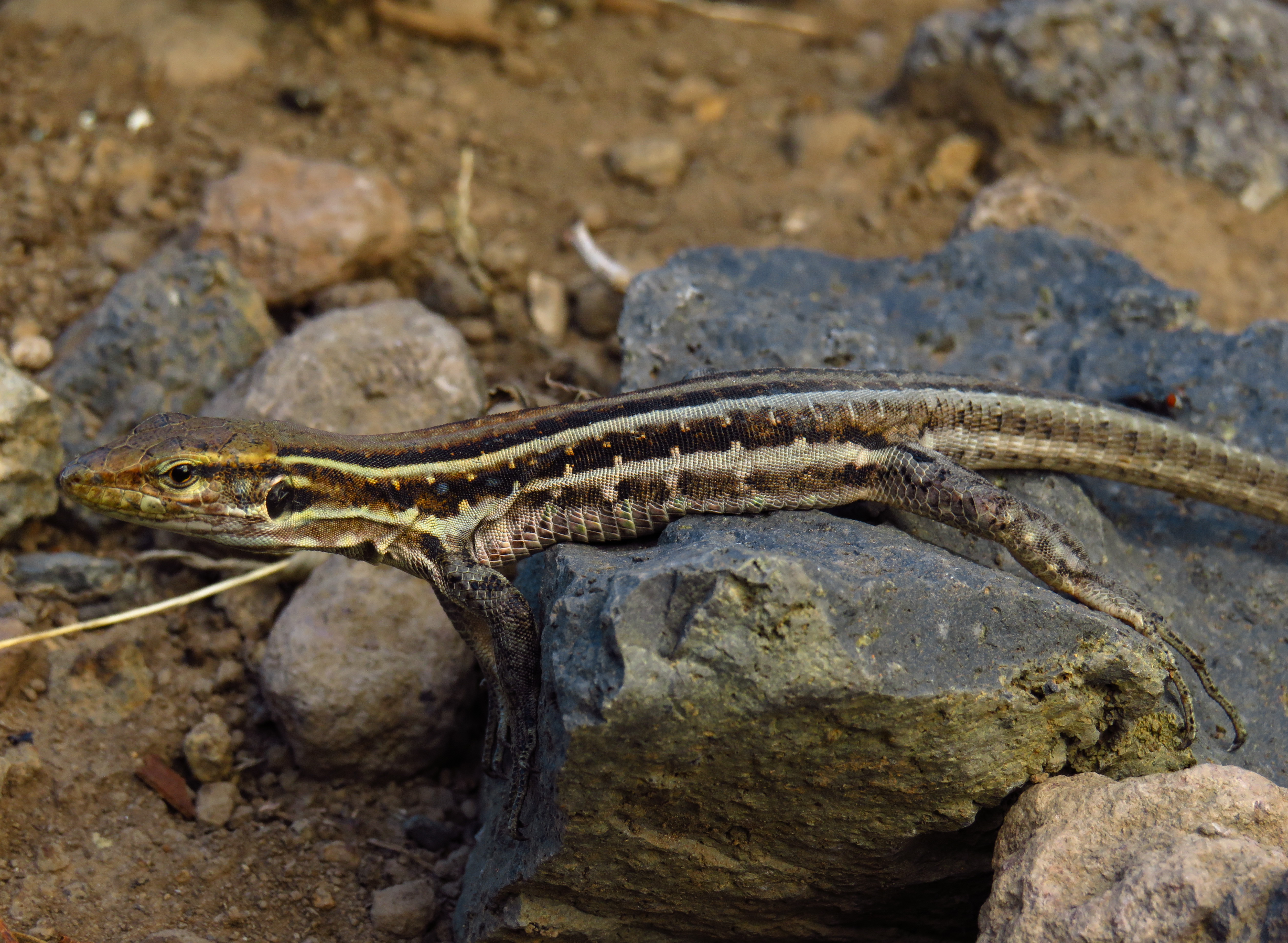
Hembra de G. galloti eisentrauti en Tenerife.